# Eugene Polley
Eugène Polley est un ingénieur américain né le 29 novembre 1915 à Chicago et mort le 20 mai 2012 à 96 ans à Downers Grove, qui a développé la première télécommande imaginée par Robert Adler.

## Biographie
Eugene Polley développe en 1955 la première télécommande sans fil, la Flash-Matic, pour le fabricant américain Zenith Electronics,,.
Cette invention est perfectionnée en 1956 par son associé Robert Adler avec un procédé à ultrasons, c'est la Space Command.
Eugene Polley est décédé le 20 mai 2012 à l'hôpital Advocate Good Samaritan de Downers Grove à Chicago. Son décès est annoncé par son ancien  employeur Zenith Electronics, pour qui il a travaillé de 1935 à 1982. Il avait 96 ans.

## Distinctions
- En 1995, Eugène Polley et Robert Adler reçoivent un Emmy Award pour la Flash-Matic.

- En 2009, Eugène Polley reçoit un IEEE Masaru Ibuka Consumer Electronics Award[5].

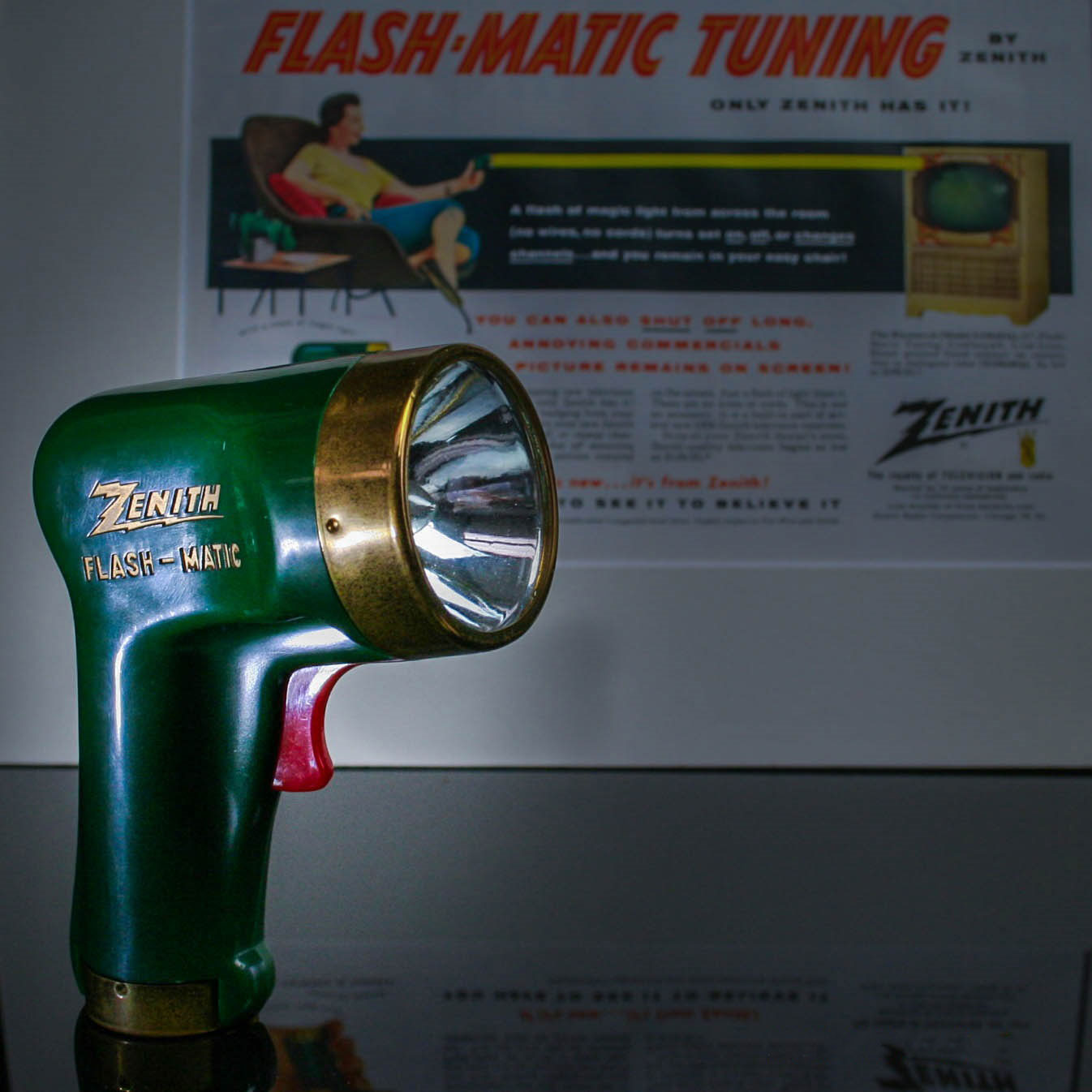
Télécommande Zenith-Flash-Matic de 1955
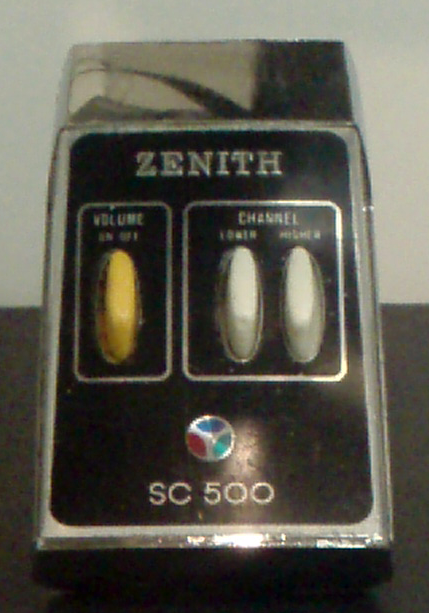
Télécommande Zenith Space Command de 1956